# Szpital Garnizonowy w Radomiu
Szpital Garnizonowy w Radomiu – jednostka organizacyjna służby zdrowia Wojska Polskiego.
Minister spraw wojskowych rozkazem Dep. Dow. Og. 3625 Org. Tj. zarządził utworzenie z dniem 1 sierpnia 1937 roku Szpitala Garnizonowego w Radomiu na 100 łóżek.

## Obsada personalna w marcu 1939 roku
Pokojowa obsada personalna Szpitala Garnizonowego w Radomiu
- komendant szpitala – ppłk lek. dr Władysław Eugeniusz Mrozowski
- starszy ordynator oddziału chirurgicznego – mjr lek. dr Jan Skorko
- starszy ordynator oddziału wewnętrznego – ppłk lek. dr Zygmunt Krzyczkowski[4]
- pomocnik komendanta ds. gospodarczych – mjr san. mgr Stanisław Rydarowski
- oficer gospodarczy – kpt. int. Bolesław Wojciech Dwornicki[5]